# Theages flavicaput
Theages flavicaput är en fjärilsart som beskrevs av George Francis Hampson 1898. Theages flavicaput ingår i släktet Theages och familjen björnspinnare. Inga underarter finns listade i Catalogue of Life.